# Microrégion de Não-Me-Toque

Localisation de la microrégion de Não-Me-Toque

La microrégion de Não-Me-Toque est une des microrégions du Rio Grande do Sul appartenant à la mésorégion du Nord-Ouest du Rio Grande do Sul. Elle est formée par l'association de sept municipalités. Elle recouvre une aire de 1 495,347 km2 pour une population de 42 325 habitants (IBGE - 2005). Sa densité est de 28,3 hab./km2. Son IDH est de 0,786 (PNUD/2000). Elle est limitrophe de l'État de Santa Catarina.

## Municipalités[1]
- Colorado
- Lagoa dos Três Cantos
- Não-Me-Toque
- Selbach
- Tapera
- Tio Hugo
- Victor Graeff

## Microrégions limitrophes
- Carazinho
- Passo Fundo
- Soledade
- Cruz Alta